# Theodore Hesburgh

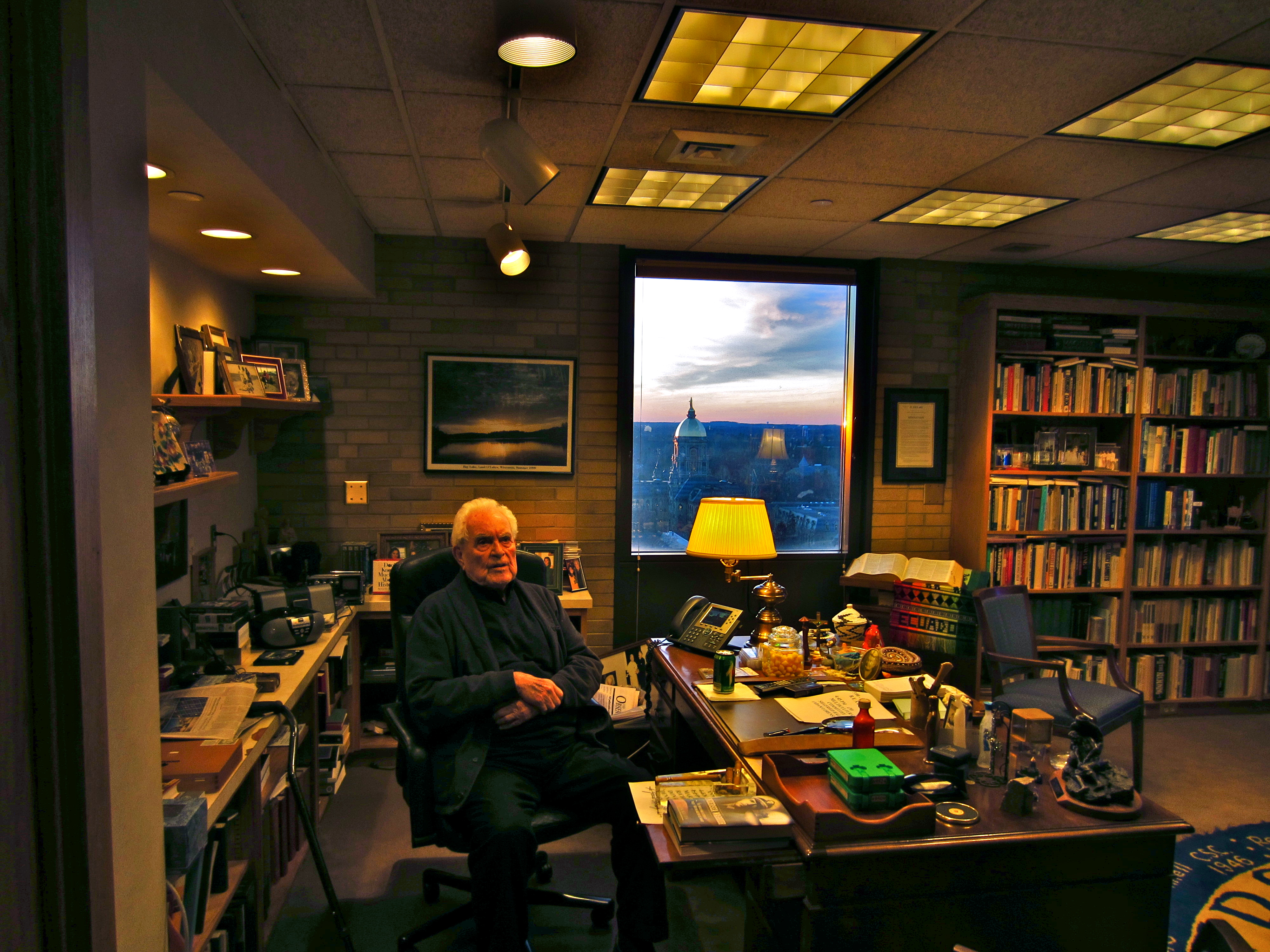
Hesburgh in seinem Büro in der Hesburgh-Bibliothek an der University of Notre Dame in Indiana (USA)

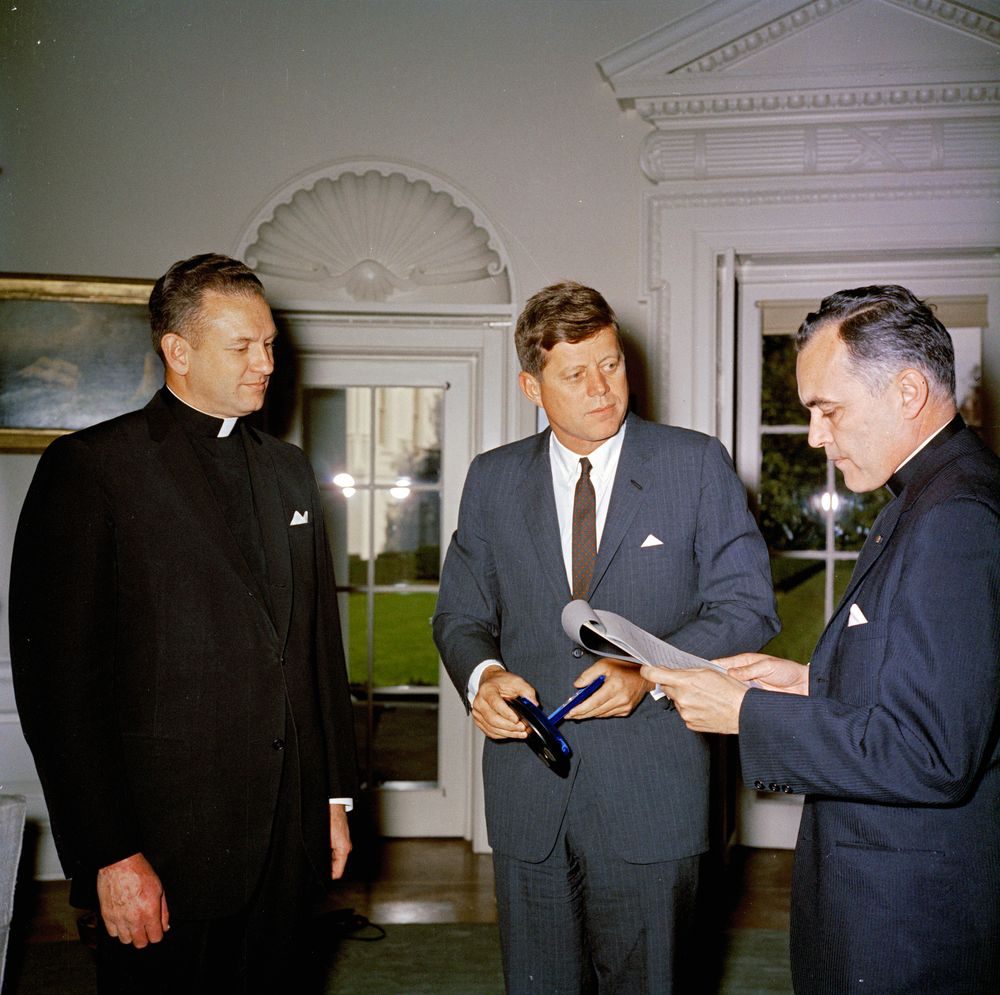
John F. Kennedy verleiht die Laetare-Medaille an Hesburgh (1962)

Theodore Martin Hesburgh, CSC, (* 25. Mai 1917 in Syracuse, New York; † 26. Februar 2015 in South Bend, Indiana) war ein römisch-katholischer Priester und Universitätsprofessor. Er war von 1952 bis 1987 Präsident der University of Notre Dame in Indiana.

## Leben
Hesburgh empfing 1943 in der Herz-Jesu-Basilika die Priesterweihe und war von 1957 bis 1972 Mitglied der United States Civil Rights Commission, ab 1969 deren Vorsitzender. Hesburgh war ferner eine bedeutende Figur der römisch-katholischen Kirche der Vereinigten Staaten von den 1950er- bis zu den 1990er-Jahren.
1960 wurde Hesburgh in die American Academy of Arts and Sciences gewählt. Er wurde 1964 mit der Presidential Medal of Freedom, 1965 mit dem Großen Goldenen Ehrenzeichen für Verdienste um die Republik Österreich und 1999 mit der Congressional Gold Medal ausgezeichnet.

## Ehrungen und Auszeichnungen
- Ehrenmitglied der K.Ö.H.V. Alpenland (Wien) im ÖCV (1961)
- Presidential Medal of Freedom (1964)
- Ehrenbürger der Universität Wien (1965)
- Mitglied der American Philosophical Society (1974)[3]
- Sylvanus Thayer Award der United States Military Academy (1980)
- Public Welfare Medal der National Academy of Sciences (1984)[4]
- Four Freedoms Award, in der Kategorie Religionsfreiheit (1993)
- Congressional Gold Medal (1999)[5]
- NCAA Gerald R. Ford Award (2004)

Hesburgh wurden 150 Ehrendoktorwürden verliehen.
Der Asteroid (1952) Hesburgh wurde nach ihm benannt.

## Werke (Auswahl)
- God, Country, Notre Dame. The autobiography. University of Notre Dame Press, South Bend, Ind. 2000, ISBN 0-268-01038-2 (zusammen mit Jerry Reedy; Nachdr. d. Ausg. New York 1990).
- Travels with Ned and Ted. University of Notre Dame Press, South Bend, Ind. 2000, ISBN 0-385-51126-4.